# 劉思賢
劉思賢（1462年—1530年），字用賓，號七峰，湖廣荊州府石首縣人，軍籍，明朝政治人物。

## 生平
成化十九年（1483年）癸卯科湖廣鄉試第一十三名舉人。弘治九年（1496年）中式丙辰科會試第一百四十四名，二甲第六十五名進士。授户部主事，升郎中，正德三年（1508年）八月因库藏空虚被逮问，杖二十，勒令致仕。劉瑾死后，正德五年九月复官，升四川重庆府知府，累官长芦都转运盐使司运使，十六年五月加升山东布政使司右参政，仍管盐运司事，嘉靖二年（1523年）二月升山东左參政，七月升陕西右布政使，十二月轉左布政使，升太常寺卿、提督四夷馆，六年三月升工部右侍郎、督理易州山厂，八年轉左侍郎，九月以年迈致仕，九年十二月卒，賜祭葬，

## 家族
曾祖劉嗣遜；祖父劉以誠；父劉沂，母夏氏。慈侍下。子劉僑。